# Senador Amaral
Senador Amaral is een gemeente in de Braziliaanse deelstaat Minas Gerais. De gemeente telt 5.201 inwoners (schatting 2009).

## Aangrenzende gemeenten
De gemeente grenst aan Bom Repouso, Bueno Brandão, Camanducaia, Cambuí en Munhoz.